# TSG Balingen
TSG Balingen is een Duitse omnisportvereniging uit Balingen, die werd opgericht in 1848. De club is vooral bekend van de handbal-, turn- en voetbalafdeling. 

## Voetbal
De voetbalafdeling begon in 1907 en werd in 1920 de derde afdeling van de omnisportvereniging. Al snel werd het een onafhankelijke vereniging die als Verein für Rasenspiele (VfR) 07 Balingen speelde. In 1933 keerde de club terug binnen de omnisportvereniging. Na de Tweede Wereldoorlog speelde de club als SV Balingen. In 1951 werd de huidige naam aangenomen. In 2008 werd de club kampioen van de Verbandsliga Württemberg. Tien jaar later werd de titel in de Oberliga Baden-Württemberg gewonnen. Hierdoor speelt TSG Balingen in het seizoen 2018/19 voor het eerst in de Regionalliga Südwest. De club speelt haar wedstrijden in de Bizerba Arena (voorheen Au-Stadion).

## Erelijst
- Landespokal Württemberg

2023